# Agra minasianus
Agra minasianus – gatunek chrząszcza z rodziny biegaczowatych i podrodziny Lebiinae.

## Taksonomia
Gatunek ten został opisany po raz pierwszy w 2010 roku przez Terry'ego L. Erwina na podstawie pojedynczej samicy, odłowionej w nieokreślonej bliżej lokalizacji w brazylijskim stanie Minas Gerais. Epitet gatunkowy nawiązuje do nazwy tego stanu.
Wraz z pokrewnymi A. cruciaria, A. grace, A. max, A. notpusilla, A. perforata, A. pseudopusilla oraz A. pusilla tworzy w obrębie rodzaju grupę gatunków pusilla.

## Morfologia
Chrząszcz o ciele długości 7,2 mm i szerokości 1,5 mm. Głowa i przedplecze są ubarwione czarno i matowe. Umiarkowanie wydłużona warga górna ma wierzchołkową krawędź ściętą z lekko wykrojonym środkiem. Punktowanie policzków i potylicy jest rozproszone i grube, miejscami oszczecone. Boki czoła są gładkie, przed oczami zaopatrzone w pojedyncze żeberka. Czułki są smoliste z dwubarwnymi trzonkami. Przedplecze jest gęsto punktowane, w nasadowej ⅓ nieco rozszerzone. Pokrywy są matowe, czarniawe. Ich kształt jest wyraźnie wypukły z nieżebrowatymi międzyrzędami, sitkowatymi punktami w pojedynczych, a miejscami podwójnych rzędach na międzynerwiach oraz z niesymetrycznymi ząbkami u wierzchołków. Szczecinki na zapiersiu są rzadko rozmieszczone. Odnóża są dwubarwne.

## Ekologia i występowanie
Chrząszcz ten jest arborikolem, zasiedlającym piętro koron drzew w równikowych lasach deszczowych, gdzie poluje na drobne stawonogi. Owady dorosłe są długoskrzydłe, zdolne do lotu. Bywają wabione przez sztuczne źródła światła. Larwy z rodzaju Agra przechodzą rozwój pod korą drzew, ale zdarza im się opuszczać kryjówki.
Owad neotropikalny, endemiczny dla Brazylii, znany tylko z lokalizacji typowej.